# Lepidochrysops cottrelli
Lepidochrysops cottrelli är en fjärilsart som beskrevs av Henry Stempffer 1954. Lepidochrysops cottrelli ingår i släktet Lepidochrysops och familjen juvelvingar. Inga underarter finns listade i Catalogue of Life.